# 弗拉基米尔·伊利内赫
弗拉基米尔·阿列克谢耶维奇·伊利内赫（羅馬化：Vladimir Alekseyevich Il'inykh；1975年5月20日—）是俄罗斯政治人物，第八届国家杜马代表。
1995年至2012年,他从事经商。2012年3月4日当选北乌拉尔斯克市区杜马代表。同年12月，他离任，担任北乌拉尔斯克市区行政管理局第一副局长。2014年5月至2016年12月，他担任该管理局的领导。2016年9月18日。他当选斯维尔德洛夫斯克州立法议会代表。2020年2月6日，他当选奥伦堡市长。自2021年9月起，他担任奥伦堡州选区第八届国家杜马代表。

## 制裁
伊利内赫于2022年因俄乌战争而受到英国政府和美国财政部制裁。